# Mayoi Neko Overrun!
Mayoi Neko Overrun! (迷い猫オーバーラン!, Mayoi neko ōbāran!) est un light novel écrit par Tomohiro Matsu.